# Borrazópolis
Borrazópolis is een gemeente in de Braziliaanse deelstaat Paraná. De gemeente telt 8.235 inwoners (schatting 2009).

## Aangrenzende gemeenten
De gemeente grenst aan Cruzmaltina, Faxinal, Kaloré, Lidianópolis, Lunardelli, Novo Itacolomi, Rio Bom en São João do Ivaí.

## Verkeer en vervoer
De plaats ligt aan de wegen BR-466, PR-170 en PR-453.